# Шолковы, Робин
Ро́бин Шолко́вы (нем. Robin Szolkowy; род. 14 июля 1979, Грайфсвальд) — немецкий фигурист, выступавший в парном катании. В паре с Алёной Савченко становился двукратным бронзовым призёром Олимпийских игр (2010, 2014), пятикратным чемпионом мира (2008, 2009, 2011, 2012, 2014), четырёхкратным чемпионом Европы (2007—2009, 2011) и восьмикратным чемпионом Германии (2004—2009, 2011, 2014).
Шолковы и Савченко на протяжении десятилетия считались одной из ведущих спортивных пар в мире, выделяясь скоростью катания, атлетизмом и яркими нарядами.

## Карьера
Шолковы начал заниматься фигурным катанием в четыре года. В шестнадцать лет перешёл из одиночного в парное катание. Его первой партнёршей была Йоханна Отто. Затем на протяжении четырёх лет выступал с Клаудией Раушенбах, дочерью олимпийской чемпионки Анетт Пётч. Совместно они стали чемпионами Германии 2001 года. После чего Раушенбах завершила спортивную карьеру.
Оставшись без партнёрши Шолковы намеревался уйти из спорта. Он перестал серьезно тренироваться и работал на автомобильном заводе. Но по совету тренера Инго Штойера, который хорошо знал о потенциале Шолковы, присоединился к местной команде по синхронному катанию. После полуторагодовалого поиска Робин образовал пару с чемпионкой мира среди юниоров Алёной Савченко, переехавшей в Германию из Украины.
В 2004 году, в свой первый совместный сезон, Савченко и Шолковы выиграли чемпионат Германии. В следующем сезоне они дебютировали на международных соревнованиях, став четвёртыми на чемпионате Европы и шестыми на чемпионате мира. В течение сезона 2005/2006 заняли второе место на чемпионате Европы, а также стали победителями Nebelhorn Trophy и Гран-при Канады.
Савченко предоставили немецкое гражданство 29 декабря 2005 года, что позволило паре выступить на Олимпийских играх в Турине. Перед Играми их тренер Инго Штойер был обвинён в работе на Штази во времена ГДР. Немецкий союз конькобежцев прекратил финансовую поддержку Савченко и Шолковы, потребовав прекратить сотрудничество с тренером. Но пара не выполнила указание Союза и продолжила кататься под руководством Штойера. В последний момент ему разрешили поехать на Олимпиаду, но деморализованная пара не показала лучшего катания и заняла шестое место.
На чемпионате мира, проходившем через месяц после Игр, немецкая пара также заняла шестое место. После этого чемпионата Шолковы и Саченко поднимались на пьедестал на всех турнирах, в которых принимали участие.
В постолимпийский сезон продолжилась борьба вокруг их тренера — Инго Штойера. Под давлением Министерства внутренних дел Немецкий союз конькобежцев отказался аккредитовать Штойера на первый старт в сезоне — Nebelhorn Trophy 2006, а также на этапы Гран-при Китая и России. Фигуристы и тренер обратились в суд. Они выиграли дело, и по решению суда наставник был включён в состав делегации. Пара пропустила Nebelhorn из-за травмы, а на Гран-при Китая и России завоевала бронзу и золото соответственно.
Самым ярким событием постолимпийского сезона стал чемпионат Европы, где пара захватила лидерство по итогам короткого проката. В произвольной программе они не допустили ни одной ошибки и завоевали золотые награды. Шолковы охарактеризовал выступление как «лучше не бывает». Задачей на чемпионат мира 2007 было откататься также, как на Евро. Но дуэт допустил ошибки на прыжках в произвольной программе, из-за чего со второго промежуточного места опустились на третье, завоевав первую медаль на чемпионатах мира.
В 2008 году пара стала чемпионами Европы во второй раз и выиграла чемпионат мира.
В сезоне 2008/2009 они заняли третье место в финале Гран-при, пропустив вперёд две китайские пары. Национальный чемпионат пара выиграла в этом году в шестой раз подряд. В январе 2009 года в Хельсинки они стали трёхкратными чемпионами Европы. Спустя два месяца, в марте 2009 года в Лос-Анджелесе, Алёна с Робином стали двукратными чемпионами мира.
В сезоне 2010/2011 пара выиграла свой четвёртый по счёту чемпионат Европы, а спустя три месяца на чемпионате мира в Москве стали трёхкратными чемпионами мира.
В сезоне 2011/2012 Савченко и Шолковы в последний момент снялись с чемпионата Европы из-за травмы Алёны, которую она получила, пытаясь исполнить сложнейший выброс в три с половиной оборота. На чемпионате мира в Ницце пара в сложнейшей борьбе с минимальным разрывом стала чемпионами мира в четвёртый раз.
Предолимпийский сезон Алёна и Робин начали победой на этапе Skate Canada 2012, однако снялись со следующего этапа по причине болезни Алёны. На чемпионате Европы и чемпионате мира они становились вторыми, проигрывая российской паре Волосожар-Траньков.
В сезоне 2013/2014 года Савченко и Шолковы выиграли два этапа серии Гран-при и финал серии, однако из-за травмы партнёрши они были вынуждены пропустить чемпионат Европы.
На Олимпийских играх пара решила не участвовать в командном турнире, чтобы лучше подготовиться к индивидуальным соревнованиям. После короткой программы Алёна и Робин заняли второе место, но в произвольной допустили несколько ошибок, в том числе и два падения, что отбросило их на четвёртое место в произвольной программе и на третье итоговое.
На чемпионате мира 2014 года в отсутствие их главных соперников — Волосожар и Транькова — Алёна и Робин завоевали свой пятый титул чемпионов мира. После этого, в статусе самого титулованного парника в истории немецкого фигурного катания, Шолковы объявил об уходе из спорта.
После завершения соревновательной карьеры начал работать тренером. Он переехал в Москву, где с 2014 по 2018 год в группе тренера Нины Мозер сотрудничал с российскими фигуристами. Самые известные из его подопечных — пара Евгения Тарасова и Владимир Морозов (чемпионы Европы 2017, 2018).

## Личная жизнь
Его отец — студент из Танзании, который приехал в Восточную Германию изучать медицину, где встретил мать Робина. Отец вернулся в Африку незадолго до рождения Робина, мать воспитывала сына в одиночку. Когда Робину было четыре года, он вместе с матерью переехал в Эрфурт, где начал заниматься фигурным катанием. После объединения Германии проживал и тренировался в Хемнице. Впервые встретился с отцом в 2008 году.
По завершении карьеры Робин женился на швейцарке Роми Борн. У супругов двое детей — сыновья Хенри и Георг.

## Результаты
(В паре с Алёной Савченко)
| Соревнования       | 03/04         | 04/05         | 05/06         | 06/07         | 07/08         | 08/09         | 09/10         | 10/11         | 11/12         | 12/13         | 13/14         |
| Международные      | Международные | Международные | Международные | Международные | Международные | Международные | Международные | Международные | Международные | Международные | Международные |
| ------------------ | ------------- | ------------- | ------------- | ------------- | ------------- | ------------- | ------------- | ------------- | ------------- | ------------- | ------------- |
| Олимпийские игры   |               |               | 6             |               |               |               | 3             |               |               |               | 3             |
| Чемпионат мира     |               | 6             | 6             | 3             | 1             | 1             | 2             | 1             | 1             | 2             | 1             |
| Чемпионат Европы   |               | 4             | 2             | 1             | 1             | 1             | 2             | 1             |               | 2             |               |
| Финал Гран-при     |               |               | 3             | 2             | 1             | 3             | 3             | 1             | 1             |               | 1             |
| Гран-при России    |               | 3             |               | 1             | 2             |               |               |               | 1             |               | 1             |
| Гран-при Китая     |               |               |               | 3             |               |               |               |               |               |               | 1             |
| Гран-при Канады    |               |               | 1             |               | 1             |               | 1             |               |               | 1             |               |
| Гран-при США       |               |               |               |               |               | 1             |               | 1             | 1             |               |               |
| Гран-при Японии    |               |               | 2             |               | 1             |               |               |               | 3             |               |               |
| Гран-при Франции   |               |               |               |               |               | 1             | 3             | 1             |               |               |               |
| Nebelhorn Trophy   |               | 3             | 1             |               | 1             | 1             | 1             |               |               |               |               |
| Мемориал Непелы    |               | 1             |               |               |               |               |               |               |               |               |               |
| NRW Trophy         |               |               |               |               |               |               |               |               |               | 1             |               |
| Национальные       |               |               |               |               |               |               |               |               |               |               |               |
| Чемпионат Германии | 1             | 1             | 1             | 1             | 1             | 1             |               | 1             |               |               | 1             |

(В паре с Клаудией Раушенбах)
| Соревнования                     | 97/98         | 98/99         | 99/00         | 00/01         |
| Международные                    | Международные | Международные | Международные | Международные |
| -------------------------------- | ------------- | ------------- | ------------- | ------------- |
| Чемпионат мира среди юниоров     |               |               | 10            | 9             |
| Юниорский Гран-при Германии      |               | 8             |               | 6             |
| Юниорский Гран-при Польши        |               |               |               | 7             |
| Юниорский Гран-при Нидерландов   |               |               | 4             |               |
| Юниорский Гран-при Швеции        |               |               | 5             |               |
| Юниорский Гран-при Венгрии       |               | 6             |               |               |
| Национальные                     |               |               |               |               |
| Чемпионат Германии               |               |               |               | 1             |
| Чемпионат Германии среди юниоров | 4             | 1             | 1             |               |